# チョーサー (競走馬)
チョーサー（Chaucer、1900年 - 1926年）は、イギリスの競走馬・種牡馬。大種牡馬の母の父として史上屈指の成功を収めた。馬名の由来は母の名カンタベリーピルグリムよりイングランドの詩人「ジェフリー・チョーサー」を連想したもので、その代表作『カンタベリー物語』が、カンタベリーピルグリム（カンタベリー大聖堂に参詣する巡礼者）によって語られていくという形をとることに関連がある。
その血統背景は一流で、母カンタベリーピルグリムはオークス馬、母の父はセントサイモンの引き立て役となったトリスタン、母の母は1000ギニーと2000ギニーに勝ったピルグリミッジであった。半弟にもスウィンフォードがいるという優れた一族。チョーサーは母の小柄な体格を受け継ぎ、自身も小柄で優れた体格というわけではなかったが、美しい馬体だったと伝えられている。
もっとも競走成績はそれほど優れてはおらず、2-6歳の間にジムクラックステークスやリバプールカップに勝った程度であった。種牡馬入り後は順調に種牡馬成績を伸ばし、1916年にはサイアーランキングで2位につけた。
産駒は牝馬の活躍が目立ち、キャニオン、ピリオン、セレーネらが活躍。繁殖牝馬として成功したものもセレーネ、スカパフローなど数多く、母の父としてハイペリオン、フェアウェイ、ファロス、シックル、ファラモンドなどの大種牡馬を輩出した。これらの出現により、チョーサーは20世紀で最も優れたブルードメアサイアー（母の父）と呼ばれることもある。牡馬の活躍馬はジョッキークラブステークスでゲインズバラを破ったプリンスチメイ (Prince Chimay)、29戦して22勝したステッドファスト (Stedfast) がおり、メールラインもプリンスチメイを通じて伸びた。父方子孫はセントサイモンの悲劇を乗り越え一時大きく繁栄、ボワルセルなどが出たが現在は衰退している。1927,1933年チャンピオンブルードメアサイアー。自身は1926年にウッドランド牧場にて死亡。

## 主な産駒
競走成績によるもの。
- プリンスチメイ（ジョッキークラブステークス）
- ステッドファスト（プリンスオブウェールズステークス、コロネーションカップ、ハードウィックステークス、セントジェームズパレスステークス）
- セレーネ（パークヒルステークス、シェヴェリーパークステークス、ナッソーステークス）
- キャニオン（1000ギニー）
- ピリオン（1000ギニー）
- ダンセロン (Dansellon)（2着 - エプソムダービー）

繁殖成績によるもの（競走成績と重複あり）。
- プリンスチメイ（ヴァトウ (Vatout) の父）
- セレーネ（ハイペリオン（英首位種牡馬6回）、シックル（米首位種牡馬）、ファラモンドの母）
- スカパフロー（ファロス（英仏首位種牡馬）、フェアウェイ（英首位種牡馬4回）、フェアアイル（英語版）の母）
- キャニオン（コロラド（英語版）、カーリオンの母）

## 血統表
| チョーサーの血統                  | チョーサーの血統                                   | チョーサーの血統                                   | （血統表の出典）                                   | （血統表の出典）    |
| 父系                              | セントサイモン系                                   | セントサイモン系                                   | セントサイモン系                                   | [ § 2 ]             |
| 父 St. Simon 1881年 鹿毛          | 父の父Galopin 1872年 鹿毛                          | Vedette                                            | Voltigeur                                          | Voltigeur           |
| 父 St. Simon 1881年 鹿毛          | 父の父Galopin 1872年 鹿毛                          | Vedette                                            | Mrs. Ridgway                                       |                     |
| 父 St. Simon 1881年 鹿毛          | 父の父Galopin 1872年 鹿毛                          | Flying Duchess                                     | The Flying Dutchman                                | The Flying Dutchman |
| 父 St. Simon 1881年 鹿毛          | 父の父Galopin 1872年 鹿毛                          | Flying Duchess                                     | Merope                                             |                     |
| 父 St. Simon 1881年 鹿毛          | 父の母St. Angela 1865年 鹿毛                       | King Tom                                           | Harkaway                                           | Harkaway            |
| 父 St. Simon 1881年 鹿毛          | 父の母St. Angela 1865年 鹿毛                       | King Tom                                           | Pocahontas                                         |                     |
| 父 St. Simon 1881年 鹿毛          | 父の母St. Angela 1865年 鹿毛                       | Adeline                                            | Ion                                                | Ion                 |
| 父 St. Simon 1881年 鹿毛          | 父の母St. Angela 1865年 鹿毛                       | Adeline                                            | Little Fairy                                       |                     |
| 母 Canterbury Pilgrim 1893年 栗毛 | 母の父Tristan 1878年 栗毛                          | Hermit                                             | Newminster                                         | Newminster          |
| 母 Canterbury Pilgrim 1893年 栗毛 | 母の父Tristan 1878年 栗毛                          | Hermit                                             | Seclusion                                          |                     |
| 母 Canterbury Pilgrim 1893年 栗毛 | 母の父Tristan 1878年 栗毛                          | Thrift                                             | Stockwell                                          | Stockwell           |
| 母 Canterbury Pilgrim 1893年 栗毛 | 母の父Tristan 1878年 栗毛                          | Thrift                                             | Braxey                                             |                     |
| 母 Canterbury Pilgrim 1893年 栗毛 | 母の母Pilgrimage 1875年 栗毛                       | The Palmer                                         | Beadsman                                           | Beadsman            |
| 母 Canterbury Pilgrim 1893年 栗毛 | 母の母Pilgrimage 1875年 栗毛                       | The Palmer                                         | Madame Eglantine                                   |                     |
| 母 Canterbury Pilgrim 1893年 栗毛 | 母の母Pilgrimage 1875年 栗毛                       | Lady Audley                                        | Macaroni                                           | Macaroni            |
| 母 Canterbury Pilgrim 1893年 栗毛 | 母の母Pilgrimage 1875年 栗毛                       | Lady Audley                                        | Secret                                             |                     |
| 母系(F-No.)                       | 1号族(FN:1-g)                                      | 1号族(FN:1-g)                                      | 1号族(FN:1-g)                                      | [ § 3 ]             |
| 5代内の近親交配                   | Pocahontas：S4×M5 = 9.38%, Voltaire：S5×S5 = 6.25% | Pocahontas：S4×M5 = 9.38%, Voltaire：S5×S5 = 6.25% | Pocahontas：S4×M5 = 9.38%, Voltaire：S5×S5 = 6.25% | [ § 4 ]             |
| 出典                              | 1. 2. 3. 4.                                        | 1. 2. 3. 4.                                        | 1. 2. 3. 4.                                        | 1. 2. 3. 4.         |